# Sindrome di Bloom
La sindrome di Bloom (BSyn) è una rara malattia ereditaria caratterizzata da un'alta frequenza nella rottura e nel riarrangiamento dei cromosomi della persona affetta. La malattia è stata descritta per la prima volta dal dermatologo David Bloom nel 1954.

## Quadro clinico
Le persone colpite dalla sindrome sono più piccole della media e spesso con viso lungo e stretto; inoltre possono avere mascella più piccola e naso ed orecchie prominenti. Le infezioni delle vie respiratorie e dell'intestino, di gravità variabile (ad esempio otite e polmonite) insorgono frequentemente nell'infanzia e sono associate ad immunodeficienza variabile. L'eritema teleangectasico compare sul volto (in particolare sulle guance) e sul dorso delle mani già nel primo o secondo anno di vita. Uno dei segni principali della BSyn è l'elevata suscettibilità al cancro, con un esordio più giovane rispetto alla popolazione generale. I tumori maligni più comunemente associati alla malattia sono la leucemia e il linfoma nell'infanzia e durante l'adolescenza, e vari tipi di adenocarcinoma nell'età adulta (soprattutto quelli a livello del colon, dell'esofago, e della mammella). Durante l'infanzia possono insorgere tumori rari come il tumore di Wilms e l'osteosarcoma. Comuni sono la difficoltà all'alimentazione nel periodo neonatale e la presenza di tessuto adiposo sottocutaneo eccezionalmente poco denso o dall'aspetto atrofico. Possono essere presenti dolicocefalia, ipoplasia mandibolare e ipoplasia mascellare. Altri segni comprendono la formazione di vescicole e sanguinamenti a livello delle labbra e la presenza di chiazze iper od ipopigmentate a carico di tutti gli arti. Uomini affetti da sindrome di Bloom di solito non producono sperma e per questo sono sterili. Le donne di solito entrano in menopausa prima della norma.

## Causa genetica
È dovuto a una mutazione nel gene BLM (locus 15q26.1). Il gene provvede a dare istruzioni per la produzione di una proteina (BLM) membro della famiglia delle DNA elicasi, ovvero di quegli enzimi che svolgono la doppia elica di DNA in modo da consentire la sua replicazione. La BLM è importante perché stabilizza il processo di svolgimento: una sua forma mutante peggiora o blocca la sua azione, provocando errori di copiatura. È questo il motivo delle alte frequenze di rottura e risaldatura dei cromosomi. Anomalie di questo tipo possono essere segnali della presenza di questa malattia; altri possibili indizi sono la presenza di anioni superossido, che, per la loro elevata reattività, danneggiano i cromosomi delle persone affette.

## Ereditarietà
La sindrome di Bloom è una malattia autosomica recessiva. Entrambi i genitori devono quindi portare l'allele mutato affinché ci sia la possibilità che il figlio sia malato. Se entrambi i genitori sono portatori sani allora la probabilità che un  figlio nasca affetto è del 25% (un caso su quattro). Per i familiari che potrebbero portare gli alleli mutati sono consigliati consulti e test genetici.

## Metodi diagnostici
La diagnosi è dimostrata dal punto di vista citogenetico, dalla dimostrazione di un aumento di 10 volte gli scambi tra cromatidi fratelli nelle cellule dei pazienti, rispetto a quelle normali, e dall'interscambio di cromatidi nelle colture di linfociti. La diagnosi può essere confermata dall'analisi molecolare.

## Trattamento
Il trattamento è sintomatico. Gli antibiotici vengono utilizzati per curare le infezioni. Se i livelli sierici di immunoglobuline sono bassi i pazienti affetti possono trarre beneficio dalla terapia sostitutiva immunoglobulinica. Data l'ipersensibilità dei pazienti a qualsiasi agente clastogeno (che rompe il dna), in caso di tumore, la radioterapia e la chemioterapia vengono effettuate a dosi ridotte e per tempi più brevi.